# Grosser Preis des Kantons Aargau 1974
Il Grosser Preis des Kantons Aargau 1974, undicesima edizione della corsa, si svolse il 1º agosto su un percorso di 220 km, con partenza e arrivo a Gippingen. Fu vinto dall'italiano Giacinto Santambrogio della Bianchi-Campagnolo davanti al suo connazionale Marcello Osler e al colombiano Martín Emilio Rodríguez.

## Ordine d'arrivo (Top 10)
| Pos. | Corridore               | Squadra            | Tempo    |
| ---- | ----------------------- | ------------------ | -------- |
| 1    | Giacinto Santambrogio   | Bianchi-Campagnolo | 5h15'45" |
| 2    | Marcello Osler          | Sammontana         | s.t.     |
| 3    | Martín Emilio Rodríguez | Bianchi-Campagnolo | s.t.     |
| 4    | Jean Vanderstappen      | Watney-Maes Pils   | s.t.     |
| 5    | Roy Schuiten            | TI-Raleigh         | s.t.     |
| 6    | Rik Van Linden          | Ijsboerke-Colner   | s.t.     |
| 7    | Léon Thomas             | Watney-Maes Pils   | s.t.     |
| 8    | Frans Verhaegen         | Ijsboerke-Colner   | s.t.     |
| 9    | Ludo Van Staeyen        | Watney-Maes Pils   | s.t.     |
| 10   | Emile Bodart            | Watney-Maes Pils   | s.t.     |